# Tetrandrin
Tetrandrin ist ein Alkaloid, welches zur Gruppe der Bisbenzylisochinolin-Alkaloide gehört. Es handelt sich um einen hellgelben Feststoff.

## Vorkommen
Tetrandrin kommt in den Pflanzen der Cocculus- und Stephania-Arten vor, hauptsächlich in der Pflanze Stephania tetrandra.

## Pharmakologische Eigenschaften
Tetrandrin werden entzündungshemmende und anäesthetische Eigenschaften zugeschrieben. Des Weiteren hat es gefäßerweiternde Wirkung und kann den Blutdruck senken. Tetrandrin hemmt in vitro auch den Eintritt des Ebola-Virus in die Wirtszellen und hat in Vorstudien an Mäusen eine therapeutische Wirksamkeit gegen Ebola gezeigt.
Im Tierversuch schütze Tetrandrin Mäuse vor Concanavalin-A-induzierter Hepatitis, andere Studien an Leberkrebszellen zeigten antitumoröse Eigenschaften, so dass die Autoren  ein Potenzial für die Behandlung von Lebererkrankungen bzw. Leberkrebs sehen. Tetrandrin hat in vitro entzündungshemmende und anti-fibrogene Eigenschaften, die potenziell nützlich für die Behandlung von Lungensilikose, Leberzirrhose und rheumatoider Arthritis sowie zur Verhinderung von übermäßiger Vernarbung/Fibrose in der Bindehaut nach einer Augenoperation oder bei Patienten mit schwerer Bindehautentzündung sein könnten.

## Verwendung
Tetrandrin wird unter anderem in der chinesischen Wurzeldroge han-fang-ji (Stephania-tetrandra-Wurzel, Fourstamen stephania root, fenfangji (hanfangji), 粉防己 (汉防己)) wegen seiner analgetischen und antipyretischen Wirkung eingesetzt. Für die Anwendung als Einzelsubstanz wird Tetrandrin aus der Wurzeldroge gewonnen oder synthetisch hergestellt.